# Taeniolella delicata
Taeniolella delicata är en lavart som beskrevs av M.S. Christ. & D. Hawksw. 1979. Taeniolella delicata ingår i släktet Taeniolella och familjen Mytilinidiaceae.  Arten är reproducerande i Sverige. Inga underarter finns listade i Catalogue of Life.